# Abbaye Saint-Jacques de Constance
L’abbaye Saint-Jacques est une abbaye bénédictine à Constance  qui, comme les autres Schottenklöster, fut fondé par des moines irlandais au cours de la deuxième phase de la mission iro-écossaise (de).

## Histoire
La tradition locale donne 1142 comme année de fondation, mais l'abbaye est mentionnée pour la première fois en 1220. Les abbés ne sont nommés qu'à la fin des années 1260. L'abbaye fut probablement fondée par les évêques (peut-être en tant que réinstallation d'un monastère plus ancien et abandonné), et les premiers moines irlandais viennent probablement de l'abbaye Saint-Jacques de Ratisbonne.
Après une mauvaise conjoncture économique et un petit couvent, la Schottenkloster de Constance est élevée au rang de monastère papal en 1245 avec l'introduction de la règle de saint Benoît. Au milieu de ce siècle, il était sous l'influence de l'abbaye Saint-Jacques de Wurtzbourg. Vers 1520, l'abbaye Saint-Jacques est transféré à des moines écossais, mais sous l'influence de la Réforme protestante à Constance, le monastère est bientôt dissous ; les bâtiments sont démolis en 1530.
Le terrain sert de cimetière municipal de 1541 à 1870 et est dégagé pendant 25 ans. Le cimetière successeur est le cimetière principal de Constance (de) et est déplacé à Petershausen. La chapelle écossaise Saint-Jacques (de) de 1589 se trouve toujours sur le terrain de l'abbaye. En face, le lycée Alexander-von-Humboldt de Constance (de) ouvre en 1903. L'hôpital Saint-Vincent fonctionne de 1888 à 2018 et déménage dans un nouveau bâtiment à la clinique de Constance. Lors de la démolition de l'hôpital Saint-Vincent, des ossements de l'ancien cimetière abbatial sont retrouvés, récupérés, puis examinés et conservés dans les archives pour la préservation des monuments à Rastatt. Le site de l'Hôpital Saint-Vincent sera remplacé par de nouveaux bâtiments à usage résidentiel, commercial et de bureaux.